# 2022년 3월 도네츠크 공격
2022년 도네츠크 미사일 공격은 2022년 러시아의 우크라이나 침공 당시 우크라이나 도네츠크 중심부에 대한 미사일 공격이다. 도네츠크인민공화국은 우크라이나군이 이를 자행했다고 밝혔다. 공격은 2022년 3월 14일 현지 시간으로 11시 31분경 도네츠크 중심부의 우니베르시테트스카야 거리와 아르티오마 거리를 대상으로 개시되었다. 미사일은 방공망에 의해 격추되었다. DPR 관리가 제공한 예비 정보에 따르면 공격으로 20명의 민간인이 사망하고 9명이 부상당했다고 한다. 이후 사망자는 23명, 부상자는 28명으로 집계됐다.

## 역사
우크라이나 당국은 이번 공격이 하르키우, 이르핀, 미콜라이우에서 러시아군에 의해 민간인이 사망한 것을 은폐하기 위해 꾸며낸 가짜 깃발이라고 주장하며 공격의 배후로 러시아를 지목했다. 그들은 폭발 패턴과 미사일 파편이 없는 것으로 보아 폭발이 자동차 폭탄과 같은 고정된 물체에서 발생한 것으로 보인다고 주장했다. 도네츠크인민공화국은 이번 공격이 우크라이나군이 사용하는 토치카 전술 미사일 시스템에 의해 이루어졌으며, 이에 따라 집속탄이 제때 분산되지 않았다고 밝혔다.

## 갤러리

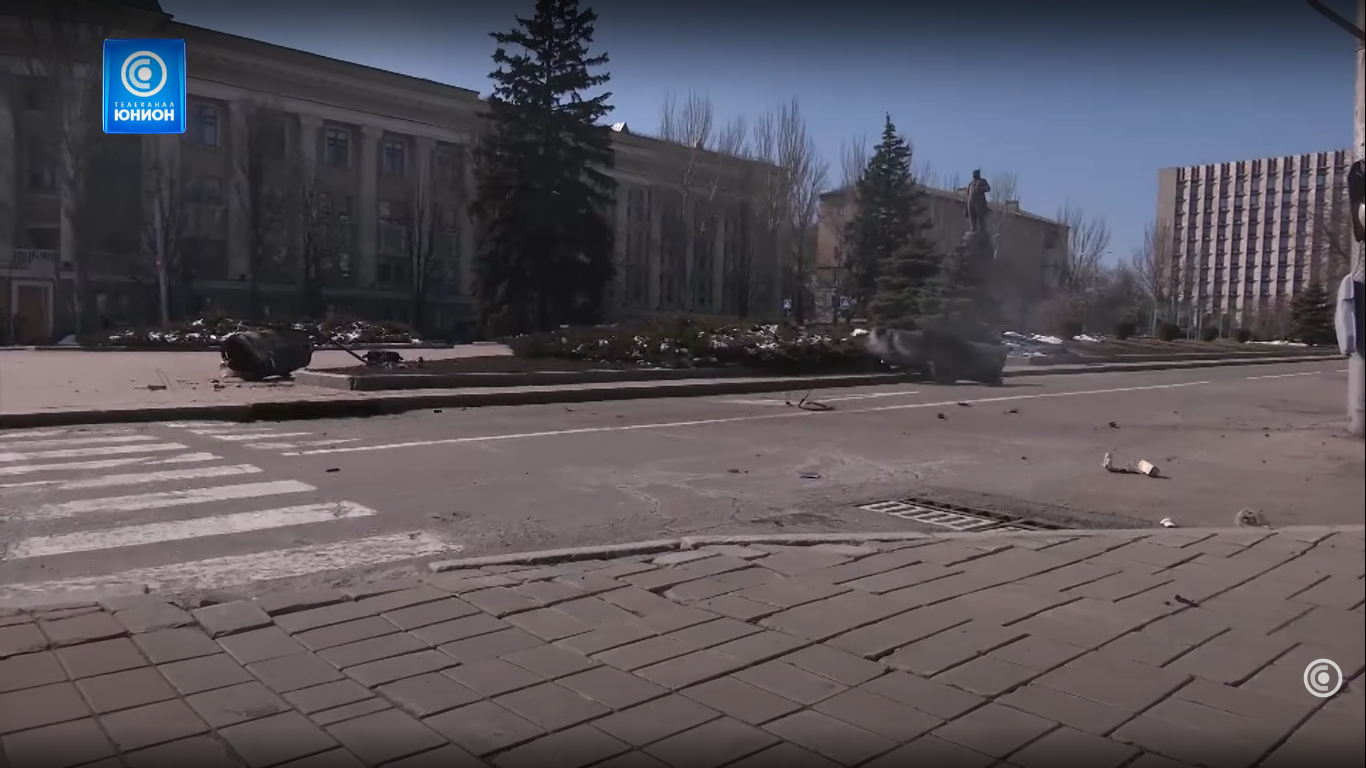
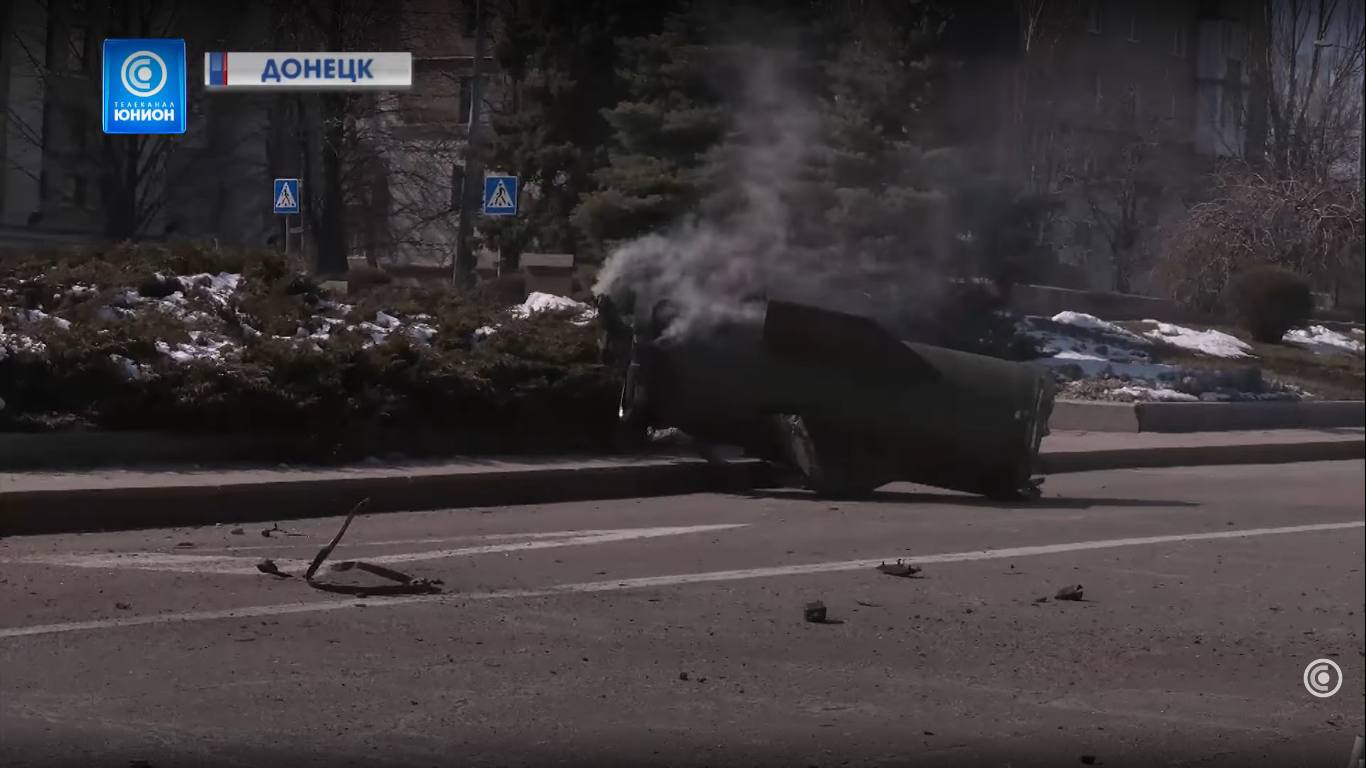
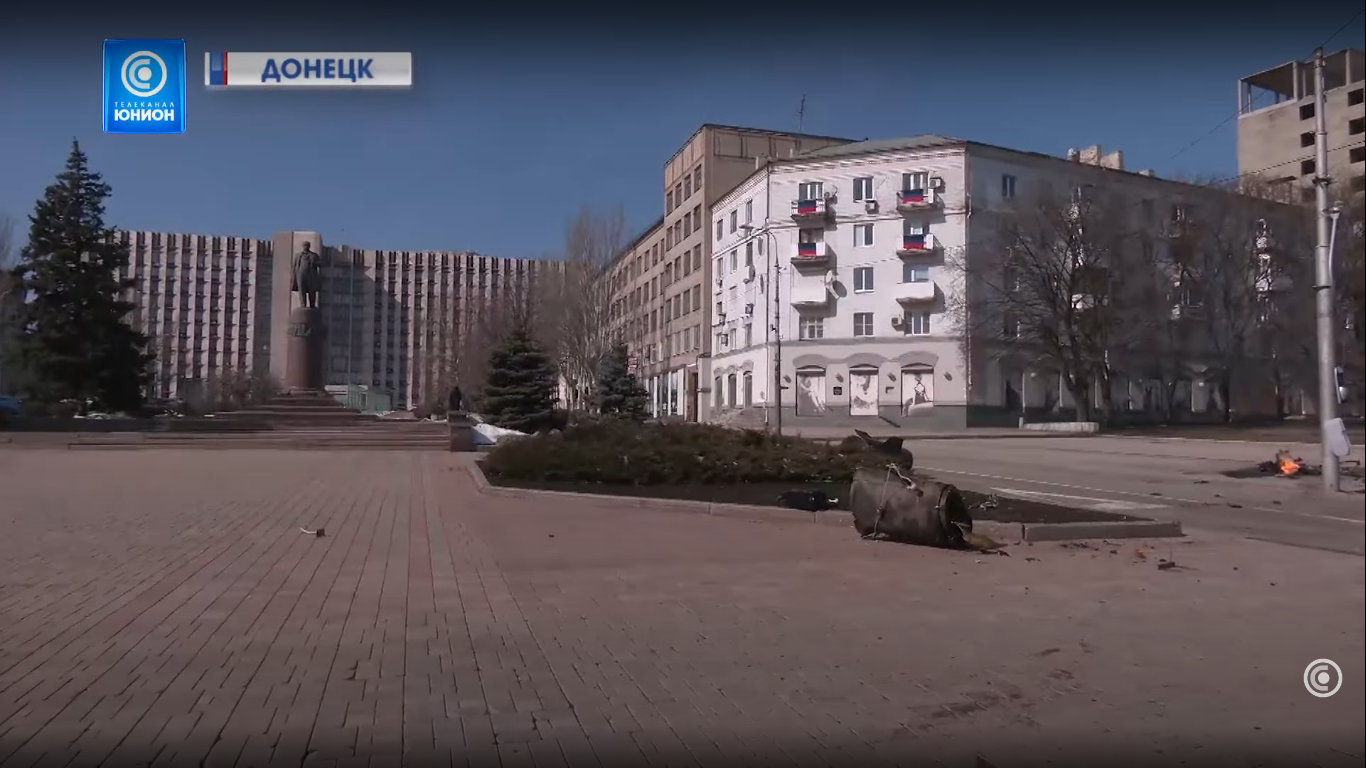
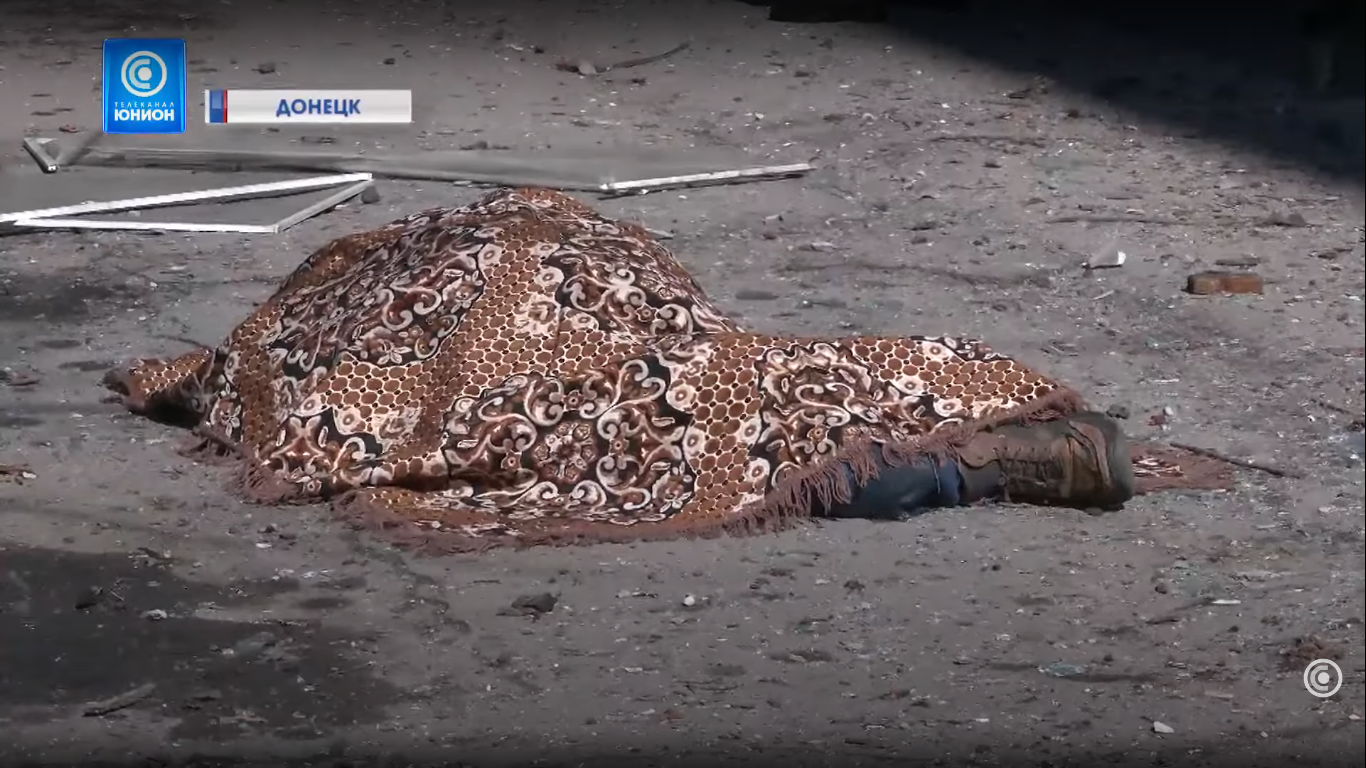
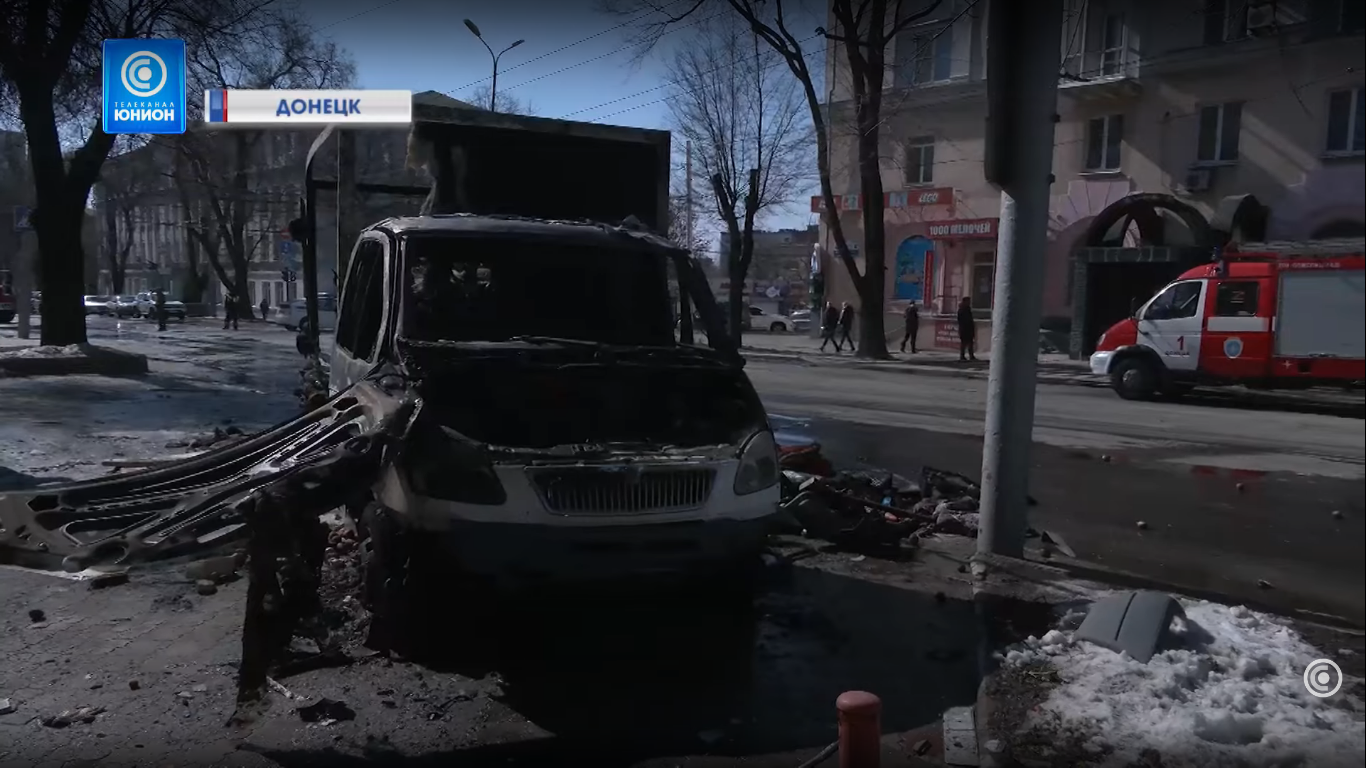
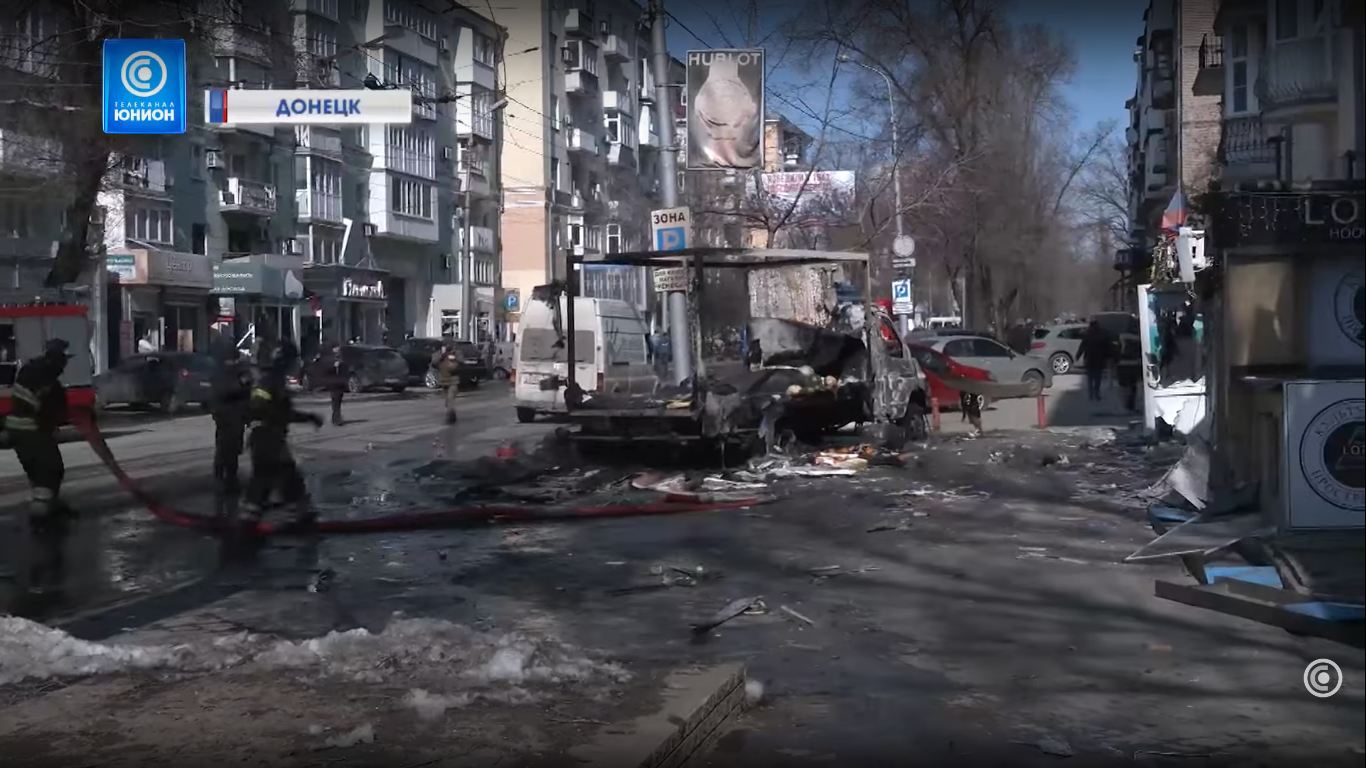
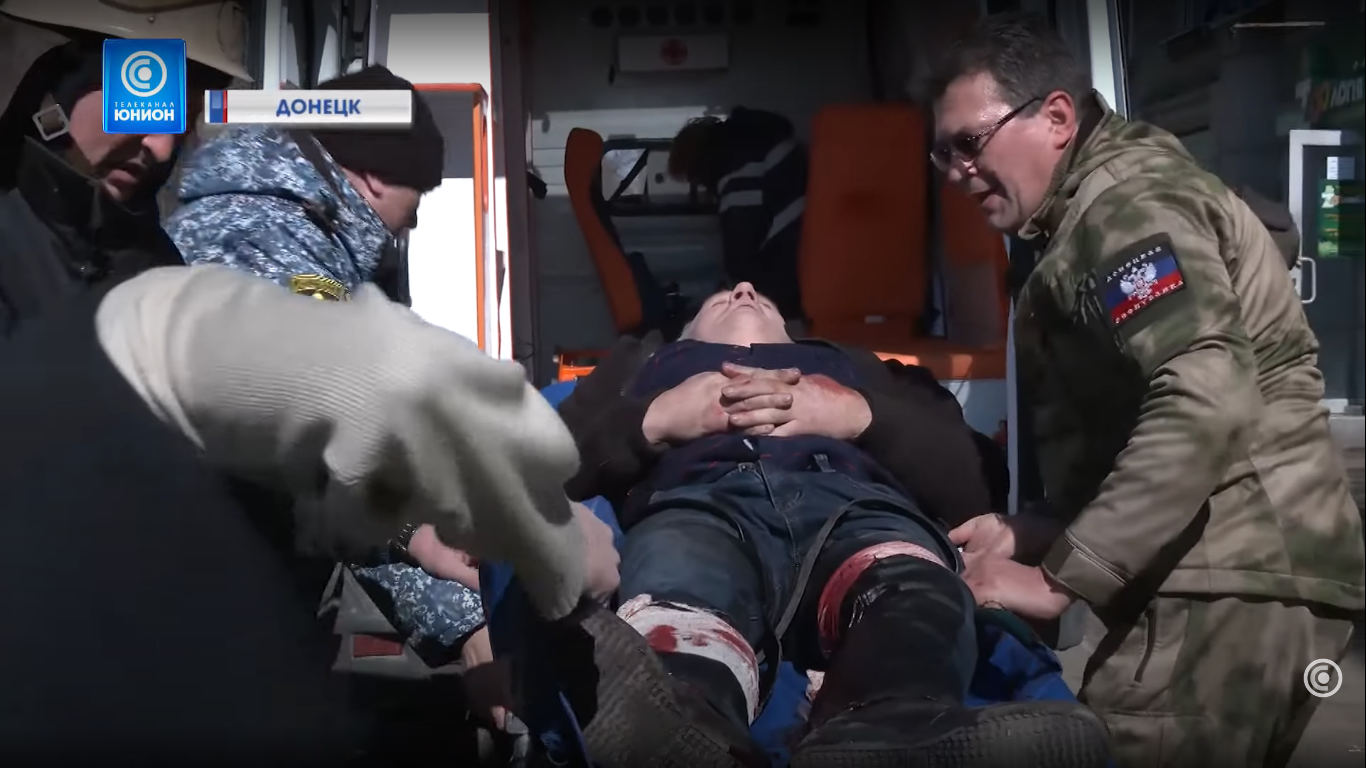